# Phylus melanocephalus
Phylus melanocephalus är en insektsart som först beskrevs av Carl von Linné 1767.  Phylus melanocephalus ingår i släktet Phylus, och familjen ängsskinnbaggar. Arten är reproducerande i Sverige.